# David Girard
David Girard, né le 12 février 1959 à Saint-Ouen et mort le 23 août 1990 à Paris, est un homme d'affaires français, entrepreneur emblématique du milieu homosexuel parisien des années 1980.
Surnommé le « citizen gay », il créa un empire commercial dans le domaine des loisirs et de la nuit gay parisienne, alors en plein essor à la suite de l'élection de François Mitterrand en 1981 et à la fin de la discrimination juridique de l'homosexualité.

## Biographie

### Enfance, petits boulots, prostitution
Fils d'un père juif tunisien absent et d’une mère prostituée, David Girard naît et grandit à Saint-Ouen en Seine-Saint-Denis. David et sa sœur cadette, confiés à leur grand-mère maternelle alors qu’il n’a que 13 ans, sont livrés à eux-mêmes. Débrouillard et très tôt indépendant, David Girard quitte l'école à 15 ans et se fait embaucher comme vendeur de confiseries par des forains avec qui il sillonne la France pendant un an. Il revient ensuite en région parisienne où il se fait embaucher comme commis de cuisine. Fin 1976, peu avant ses 18 ans, David Girard perd sa mère et devient posticheur sur les marchés d’Île-de France. Selon ses propres déclarations, David Girard ne commence à se prostituer qu’à partir de l’âge de 21 ans, principalement aux alentours des clubs gays de la rue Saint-Anne et occasionnellement en tant que travesti au bois de Boulogne. David Girard déclare avoir choisi cette activité afin d’assouvir avant tout ses propres désirs et n’avoir eu que peu de motivation pour l'argent.

### La construction d’un petit empire commercial
Vers 1980, il passe un CAP d’esthéticien, puis ouvre l’année suivante un salon de massage dans son appartement de la rue de Lévis, le David Relax, où il continue en réalité à se prostituer. Fin 1981, il déménage le David Relax près de la place de Clichy où les clients convergent en grand nombre grâce à une promotion via des petites annonces dans des hebdomadaires. Ayant réuni un petit pécule, il ouvre un premier sauna gay, le King Sauna, en mars 1982, puis un second, le King Night, un an plus tard. En septembre 1983, il lance le premier journal gratuit gay, le 5/5, destiné à promouvoir ses activités. À seulement 24 ans, le 14 décembre 1983, il ouvre une discothèque, le Haute Tension, dans le quartier des Halles. En novembre 1984, il crée son magazine Gay International (rebaptisé ensuite G.I.), une revue mensuelle d'une centaine de pages sur la vie nocturne, le tourisme, la culture et contenant entre autres des publicités pour les activités de son groupe. En octobre 1985, il diversifie encore ses affaires en ouvrant « David, le Restaurant » à côté de sa boîte de nuit. Progressivement, David Girard lance également des lignes téléphoniques érotiques et des services sur Minitel. Il propose même une carte de fidélité valable dans les établissements gays. Au printemps 1986, il publie son autobiographie aux éditions Ramsey, Cher David, les nuits de Citizen Gay. Pour l'occasion, il est invité à répondre à une interview de Bernard Pivot sur le plateau de l'émission Apostrophes. Fin 1986, il déménage ses activités dans des locaux plus grands situés rue de la Chapelle. En 1987, il ferme le Haute Tension et se lance un mois plus tard à l’occasion de la Gay Pride dans l’organisation de soirées pour le Megatown, un immense club gay situé dans un bâtiment de 2 000 m² où se trouvait le cinéma Le Louxor boulevard Magenta. Sa participation s’arrête dès le mois d’octobre mais David Girard continue à s’impliquer dans l’organisation de soirées pour son propre compte, notamment au Cirque d’Hiver, ou à la promotion pour des tiers de soirées dans des clubs, dont les « Tea Dance » du BOY rue de Caumartin. En 1987, il sort son premier 45 tours Love Affaire, suivi de White Night en 1989. Plusieurs magazines pornographiques américains (Torso, Playguy) sont publiés en France sous licence par le Groupe David Girard à partir de 1987.

### L’immense succès de l’émission de libre antenneLune de Fiel
David Girard paye un temps d’antenne à la radio Future Génération, anciennement Fréquence Gaie, pour animer une émission appelée Lune de Fiel en compagnie de Zaza Diors. Lune de Fiel est fondé sur le concept de la libre antenne, des auditeurs, hétérosexuels comme homosexuels, appellent pour parler sans complexe de leurs différents problèmes sexuels. Progressivement, l’émission rencontre un très vif succès. Il anime cette émission les mardis soir de l'été 1986 jusqu'en septembre 1989.

### Décès et héritage
Jusqu’ici très médiatisé dans ses propres publications de presse, David Girard cesse les apparitions publiques lors des soirées qu’il organise à partir d’octobre 1989 où il apparaît une dernière fois visiblement amaigri. Au cours du printemps 1990, il réorganise ses affaires en vendant les parts de son restaurant ou en rachetant les parts de ses sociétés détenues par sa sœur, unique co-actionnaire de ses activités.
Il décède à l’hôpital Saint-Antoine le 23 août 1990 à l’âge de 31 ans. La cause officielle de son décès est une tumeur cérébrale foudroyante mais il est communément admis, et publié dans les magazines gays concurrents, qu’il a été emporté des suites du sida. Le Megatown fermera après sa mort. Il est inhumé au cimetière communal de Saint-Ouen (division 2, ligne 11, emplacement 24).

## Héritage et polémiques
David Girard a été un des premiers à bâtir un empire commercial (estimé selon lui entre 1 et 2 milliards de centimes en 1986) fondé sur les consommations, principalement nocturnes, de la clientèle homosexuelle parisienne. Il démocratisa les commerces gays, et ils devinrent un élément commun du Marais de l'époque. Il afficha une homosexualité libre et lui offrit une nouvelle visibilité publique.
Les principales critiques de ses activités concernent d’une part l’utilisation de la cause gay pour augmenter son chiffre d’affaires, il répond qu'il « n'agit qu'en homme d'entreprise qui souhaite satisfaire sa clientèle », et d'autre part son faible investissement dans la lutte contre le sida, déniant l'impact que l'épidémie avait pris et par clientélisme, il refusa de venir en aide aux associations. Il disait par exemple en 1984 que le problème du sida résultait « d'une campagne d'intoxication » qui stigmatise les homosexuels.
Il a ouvert des établissements en profitant de l'émancipation homosexuelle de la fin des années 1970. Dans son autobiographie, il affirme lutter pour la « reconnaissance des homosexuels à travers ses activités commerciales ». On lui doit aussi l'invention du journal gratuit gay financé par les annonceurs à diffusion publique, donnant ainsi à tous, homosexuels comme hétérosexuels, un aperçu de la vie gay de l'époque.
Cependant, il fut vilipendé par des figures du milieu homosexuel, comme Guy Hocquenghem, qui le surnommait « le petit limonadier ». Il compare les backrooms de Haute Tension à des « trous à rats », dans lesquelles les homosexuels « grouillent par centaines, trottinant et couinant à la lune le samedi soir ».
Ses prises de positions sur le déni de la gravité de l'épidémie du sida lui ont valu aussi les foudres des militants. En 1988, la gay pride est désertée par les associations, David Girard l'a lui-même financée et organisée, dans laquelle il ne fait pas mention du sida.
Il refuse de recevoir les membres de l'association Aides les 24 et 30 janvier 1985, il explique aux journalistes de Gai Pied : « Je n'ai pas vraiment envie de mettre des panneaux d'information sur le sida ou des distributeurs de capotes. Les gens viennent dans les saunas pour se détendre, pas pour s'angoisser. » Il provoqua une scission au journal Gai Pied, car quelques membres de la rédaction ne voulaient plus publier des publicités sur ses établissements. En effet, David Girard en refusait l'entrée à certains militants. De plus, il a été critiqué pour refuser l'accès de son sauna, le King Night, aux étrangers et aux personnes de plus de 40 ans. Il poursuit dans son autobiographie « chacun va devoir prendre sa décision, ne plus rien faire du tout, s'en tenir à un seul partenaire, ou faire comme si de rien n'était, en se disant que la roulette russe devait être un jeu bien excitant. »
Il ira même jusqu'à publier une tribune sous le titre « Merde au sida ! » dans son propre journal, Le G.I., no 2 de décembre 1984, et à émettre des propos polémiques tels que « le sida est un fantasme inventé par la droite reaganienne pour stopper le mouvement homosexuel ». Ce manque de collaboration de la part du leader des établissements gays a été responsable en partie du ralentissement de la lutte française contre le sida.

## Œuvres

### Autobiographie
- David Girard et Philippe Granger, Cher David, les nuits de citizen gay, Ramsay, 1986, 197 p. (ISBN 978-2-85956-495-7, BNF 34914808)

### Singles
- Love Affair, chez Comotion (distribué par CFD), 1987 (de M. et J.M. Honnet F. Corea)
- White Night, chez Flarenasch (distribué par WEA Music), 1989 (de Guy Thomas)